# Bühne frei für Marge
Bühne frei für Marge (englischer Originaltitel: A Streetcar Named Marge, „Eine Straßenbahn namens Marge“) ist die zweite Folge der vierten Staffel der US-amerikanischen Zeichentrickserie Die Simpsons. Ihre Erstausstrahlung erfolgte am 1. Oktober 1992 auf dem Sender Fox, die deutschsprachige Erstausstrahlung folgte am 16. Februar 1993 im ZDF als erste Folge dieser Staffel. In der Episode erhält Marge Simpson die Rolle der Figur Blanche DuBois in einer Musicalvorführung des Stücks Endstation Sehnsucht (das im Original A Streetcar Named Desire heißt, worauf der Originaltitel der Folge anspielt). Ihr Ehemann Homer gibt ihr dabei wenig Unterstützung, woraufhin Marge anfängt, Parallelen zwischen ihm und Stanley Kowalski, dem rüpelhaften Ehemann von Blanches Schwester Stella im Stück, zu sehen.
Ein Schmähvers im Musical in dieser Folge über die Stadt New Orleans führte zu besonderem öffentlichen Interesse und einer Kontroverse. Um sich für dieses Lied zu entschuldigen, veröffentlichte Fox kurz nach der Erstausstrahlung eine Erklärung an alle Zuschauer, die sich verletzt sahen. 2012 erschien der 3D-Animationskurzfilm Der längste Kita-Tag als Fortsetzung dieser Folge.

## Handlung
Während Homer, Bart und Lisa fernsehen, gibt Marge bekannt, dass sie für eine örtliche Musicalproduktion des Stücks Endstation Sehnsucht vorsprechen werde. Ihr Ziel ist es, neue Leute zu treffen, da sie bisher ihre Tage fast ausschließlich zu Hause mit Maggie verbringt. Der Rest der Familie reagiert darauf mit Gleichgültigkeit.
Da Ned Flanders für die Aufführung die Rolle des Stanley Kowalski bekommt, sprechen Marge sowie mehrere andere Frauen aus Springfield als Blanche DuBois vor. Regisseur Llewellyn Sinclair lehnt Marge und die anderen Frauen jedoch ab und erklärt: „Blanche ist eine empfindliche Blume, die von einem ungeschlachten Rüpel zertrampelt wird.“ Als Marge daraufhin niedergeschlagen zu Hause anruft und Homer ihr seinen Vorschlag zum Abendessen unterbreitet, den sie unterwürfig entgegennimmt, versteht Llewellyn, dass sie perfekt für die Rolle ist.
Als Marge am nächsten Tag ihre kleine Tochter Maggie zur Probe mitnimmt, lenkt das Kleinkind die Darsteller derart ab, dass Llewellyn ihr vorschlägt, Maggie in eine Kindertagesstätte seiner Schwester zu bringen. Diese betreibt eine Tagesstätte mit strikten Regeln und beschlagnahmt dort sofort Maggies Schnuller. Maggie und die anderen Babys versuchen später, ihre beschlagnahmten Schnuller zurückzuholen; Leiterin Ms. Sinclair erwischt sie aber dabei und steckt Maggie in einen Laufstall.
Während einer Probe des Musicals bemüht sich Marge in einer entscheidenden Szene, in der Blanche eine Glasflasche zerbrechen und sie in Stanleys Gesicht stoßen soll, um eine glaubhafte Darstellung. Sie kann jedoch nicht genug Hass gegenüber Stanley aufbringen, um die Flasche zu zerbrechen, weshalb Llewellyn angewidert die Bühne verlässt. Nachdem Marge zu Hause ankommt, bittet sie Homer, ihr dabei zu helfen den Text zu lernen; er aber ist mehr an einem Videospiel interessiert. Am Tag vor der Aufführung üben Marge und Ned wieder die Szene des Vortages, als Homer ankommt, um Marge nach Hause zu fahren. Homer unterbricht mehrere Male die Probe, geht dann wieder zurück zum Auto und hupt nach Marge. Durch die Vorstellung, dass Homer Stanley ist, kann sie schließlich doch die Flasche zerbrechen und sich auf Ned stürzen. An diesem Abend verlässt Marge das Essen früh, um mit Ned zu üben, reagiert mit Verachtung auf Homer und nennt ihn einen blöden Affen.
Am nächsten Tag versuchen Maggie und die anderen Kinder in der Kindertagesstätte wieder ihre Schnuller zurückzuholen und haben diesmal Erfolg. Später holt Homer Maggie ab und geht zusammen mit seinen Kindern ins Theater, um sich das Musical anzuschauen. Dort verfällt Homer sofort in Langeweile, wird aber munter, als Marge auf der Bühne erscheint und zeigt sich betroffen über die Art und Weise, wie Blanche von Stanley behandelt wird. Am Ende des Musicals applaudiert das Publikum bis auf Homer herzlich, wobei Marge seine Traurigkeit fälschlicherweise als Langeweile interpretiert. Später konfrontiert sie ihn wütend mit seinem Verhalten, bekommt aber von ihm erklärt, dass er wirklich von Blanches Situation bewegt war. Er reagierte mit Traurigkeit, weil er der Mann sein will, den sie verdient, und nicht wie Stanley, der sie misshandelt und vernachlässigt. Marge begreift, dass sich Homer das Musical wirklich bewusst angeschaut hat, und die beiden verlassen glücklich das Theater.

## Kulturelle Verweise
Obwohl die in der Episode gespielte Musicalproduktion Oh, Streetcar! auf dem Drama Endstation Sehnsucht basiert, ist der Titel eine Anspielung auf die Revue Oh! Calcutta!. Neben Blanche und Stanley gehören zu den in Oh, Streetcar! handelnden Charakteren, die auch in Endstation Sehnsucht mitspielen, Stella (gespielt von Helen Lovejoy), der junge Sammler (gespielt von Apu Nahasapeemapetilon) und Mitch (gespielt von Lionel Hutz). Das abschließende Lied des Musicals, Kindness of Strangers, nimmt Bezug auf Blanches letzte Worte im originalen Stück (in der Originalversion „I have always depended on the kindness of strangers.“, zu Deutsch: „Ich habe mich immer auf die Freundlichkeit von Fremden verlassen.“). Allerdings hat der Song einen fröhlichen Ton, wobei absichtlich Blanches Worte fehlen, was ironisch gemeint ist.
Die Folge enthält mehrere Verweise auf Ayn Rands Romane und den Objektivismus. Die Leiterin von Maggies Kindertagesstätte „Ayn Rand School for Tots“, Ms. Sinclair, liest zu einem Zeitpunkt ein Buch namens The Fountainhead Diet, eine Anspielung auf Rands Roman Der ewige Quell (Originaltitel: The Fountainhead). An einer Wand der Kindertagesstätte befindet sich ein Plakat, auf dem „Helping is Futile“ (zu Deutsch: „Helfen ist zwecklos“) steht, was ein Verweis auf Rands Ablehnung der ethischen Lehre des Altruismus ist. An derselben Wand hängt ein weiteres Schild mit der Aufschrift „A is A“ (zu Deutsch: „A ist A“), das Gesetz der Identität, das eine zentrale Rolle in Rands Roman Atlas wirft die Welt ab spielt.
Die Nebenhandlung mit Maggie nutzt die Partitur von Gesprengte Ketten und enthält weitere Anspielungen auf den Film. In einer Szene bestraft Ms. Sinclair Maggie, indem sie sie in einen Laufstall namens „The Box“ steckt, was eine Anspielung auf „The Cooler King“, den Spitznamen der Figur Captain Virgil Hilts aus Gesprengte Ketten, ist. Maggie wirft im Folgenden einen Ball gegen die Wand des Laufstalls, wie auch Captain Virgil Hilts, als er in Einzelhaft sitzt.
In der Szene, in der Homer, Bart und Lisa Maggie aus der Kindertagesstätte abholen, sitzen hunderte Babys dicht nebeneinander und saugen ohne zu sprechen an ihren Schnullern, während sie auf die drei starren. Dies ist eine Parodie auf die letzte Einstellung von Alfred Hitchcocks Film Die Vögel. Außerdem kann eine Cartoonversion von Hitchcock gesehen werden, wie er mit seinem Hund an der Kindertagesstätte vorbeigeht, ein Verweis auf seinen eigenen Cameo-Auftritt in Die Vögel. Die Folge enthält auch eine Anspielung auf eine Theaterszene im Film Citizen Kane, die Homer zeigt, wie er ein zerfetztes Programmheft in der Hand hält, während er seine Frau in dem Musical beobachtet.

## Produktion

### Drehbuch und Musik

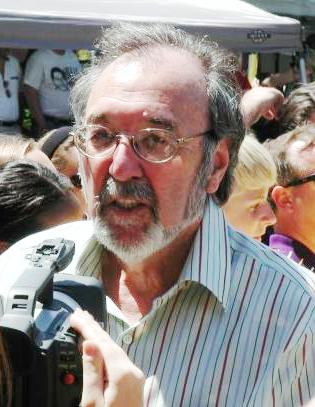
James L. Brooks

Die Folge Bühne frei für Marge wurde etwa zwei Jahre lang konzipiert, bevor sie im Fernsehen ausgestrahlt wurde. Jeff Martin hatte zunächst die Idee, Homer in dem Theaterstück 1776 auftreten zu lassen. Produzent James L. Brooks schlug daraufhin vor, dass Marge die Figur der Blanche DuBois aus dem Theaterstück Endstation Sehnsucht spielen könne. Brooks sah erhebliche Übereinstimmungen zwischen Marges Beziehung zu Homer und der von Blanche zu Stanley. Er wollte damit den emotionalen Bogen für die Folge spannen. Der Nachlassverwalter von Tennessee Williams erlaubte es jedoch nicht, wörtliche Passagen bzw. größere Ausschnitte aus dem Originalstück zu verwenden. Allerdings sagte Anatole Klebanow, ein Anwalt von Fox, dass originale, auf dem Stück basierende Songs verwendet werden können. Laut Produzent Mike Reiss versprach Klebanow sogar, den Fall ggf. zum Obersten Gerichtshof zu bringen, um die Folge ausstrahlen zu dürfen. Jeff Martin erklärte später, dass die Folge durch die Songs schwieriger zu machen war, aber auch lustiger wurde.
Die Musik in den Szenen der Nebenhandlung mit Maggie als Hauptfigur ist Elmer Bernsteins Marschmusik aus dem Film Gesprengte Ketten. Komponist Alf Clausen sicherte sich die Rechte an der Filmmusik. Gesprengte Ketten war Jeff Martins Lieblingsfilm als Kind und er meinte, es sei „so aufregend und so ergreifend“ gewesen die vom Studio-Orchester gespielte Musik zu hören.

### Animation
Bühne frei für Marge stellte für die Animatoren der Serie laut eigenen Aussagen eine Herausforderung dar. Die Folge beinhaltet mehrere lange schwierige Szenen, vor allem während des letzten Drittels, was das Ende der Nebenhandlung mit Maggie sowie die Aufführung des Musicals betrifft. Für einige Szenen mussten die Animatoren dutzende Hintergrundfiguren zeichnen. Rich Moore befürchtete zunächst, dass die Folge nicht rechtzeitig abgeschlossen werden könnte; auch David Silverman, der leitende Regisseur, hatte Zweifel. Laut Jeff Martin schickte ihm Silverman einen Cartoon von sich selbst, wie er das Drehbuch der Folge liest, seine Augen herausknallen und er seinen Mund offen stehen lässt. Produzent Al Jean sagte, dass sich Moore „zu Tode“ gearbeitet habe, um die aufwendigsten Szenen der Folge zu erstellen.
Mehrere Szenen, die im Storyboard und Animatic auftauchten, wurden neu erstellt oder komplett aus der endgültigen Fassung der Folge genommen. Zum Beispiel wurde ein Großteil der Nebenhandlung mit Maggie geändert, bevor die Folge ausgestrahlt wurde. Eine Szene, in der die Babys Ms. Sinclair in ihr Büro sperren, fehlt in der endgültigen Fassung der Folge.

### Synchronisation

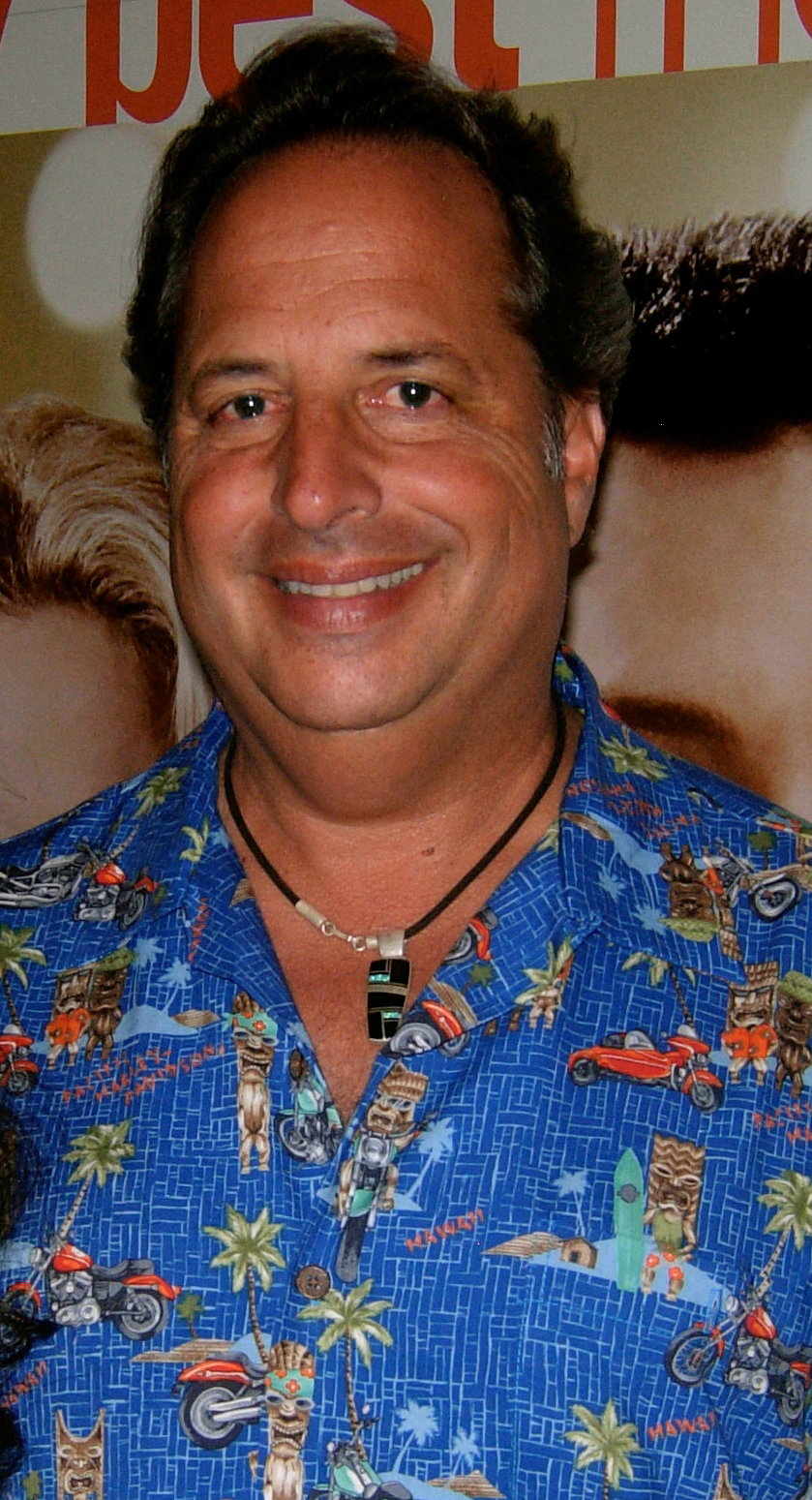
Gastsprecher Jon Lovitz

Alle wichtigen Synchronsprecher der Originalversion liehen den Akteuren in dieser Folge ihre Stimme, zusammen mit den unregelmäßigeren Sprechern Maggie Roswell und Phil Hartman. Produktionsassistentin Lona Williams hatte auch eine kleine Sprechrolle. Komiker Jon Lovitz, der Llewellyn Sinclair und Ms. Sinclar seine Stimme gab, hatte in dieser Folge seine vierte Gastrolle in der Serie, wo er bereits Charaktere in den Folgen Wie alles begann, Marges Meisterwerk und Der Ernstfall synchronisierte. Lovitz arbeitete später zusammen mit Al Jean und Mike Reiss an der Serie The Critic und kam für die Folgen Springfield Film Festival, Der total verrückte Ned, Ein halbanständiger Antrag, Rat mal, wer zum Essen kommt, Homerazzi und Die unheimlich verteufelte Zeitreise durch das schwarze Loch als Gastsprecher zurück.
| Figur                  | Originalsprecher | Deutsche Synchronstimme |
| ---------------------- | ---------------- | ----------------------- |
| Homer Simpson          | Dan Castellaneta | Norbert Gastell         |
| Marge Simpson          | Julie Kavner     | Elisabeth Volkmann      |
| Bart Simpson           | Nancy Cartwright | Sandra Schwittau        |
| Lisa Simpson           | Yeardley Smith   | Sabine Bohlmann         |
| Clancy Wiggum          | Hank Azaria      | Thomas Rau              |
| Apu Nahasapeemapetilon | Hank Azaria      | Tobias Lelle            |
| Ned Flanders           | Harry Shearer    | Ulrich Frank            |
| Otto Mann              | Harry Shearer    | Gudo Hoegel             |
| Mr. Boswell            | Harry Shearer    | Gunnar Möller           |
| Helen Lovejoy          | Maggie Roswell   | Michèle Tichawsky       |
| Lionel Hutz            | Phil Hartman     | Christoph Lindert       |
| Troy McClure           | Phil Hartman     | Frank Muth              |
| Llewellyn Sinclair     | Jon Lovitz       | Fred Maire              |
| Ms. Sinclair           | Jon Lovitz       | Anita Höfer             |
| Deborah Jo Smallwood   | Lona Williams    | N/A                     |

## Veröffentlichung und Rezeption
Die Erstausstrahlung von A Streetcar Named Marge beendete die Nielsen Ratings der Woche ihrer Erstausstrahlung mit einem Rating von 11,8 auf dem 32. Platz aller US-Fernsehsendungen, was etwa 11 Millionen Fernsehhaushalten entsprach. Sie hatte damit das zweithöchste Rating aller Sendungen auf Fox in dieser Woche nach Eine schrecklich nette Familie.
Alle Songs aus dieser Folge sind auf dem im Jahre 1997 veröffentlichten Album Songs in the Key of Springfield erhältlich. Außerdem ist die Folge auf der im Jahre 2000 veröffentlichten VHS The Simpsons Go Hollywood und auf der 2004 erschienenen DVD der vierten Staffel verfügbar. Jon Lovitz, Matt Groening, Al Jean, Mike Reiss, Jeff Martin, und Hank Azaria nahmen am Audiokommentar der Folge auf der Staffel-DVD teil.
Im Jahre 1993 wurden die Folgen Bühne frei für Marge und Einmal als Schneekönig für den Primetime Emmy Award in der Kategorie Outstanding Comedy Series vorgeschlagen. Bis zu dem Jahr war es der Serie nur erlaubt, in der Kategorie Outstanding Animated Program anzutreten; im Frühjahr 1993 aber wurden die Regeln geändert, sodass von nun an auch Zeichentrickserien in der Lage waren, Nominierungen für Outstanding Comedy Series einzureichen. Allerdings war die Jury zögerlich, Zeichentrickserien Realserien vorzuziehen, weshalb Die Simpsons keine Nominierung erhielt. Auch im darauffolgenden Jahr wurden Folgen der Serie eingereicht, aber auch diese wurden nicht nominiert. Seitdem wurden nur noch Folgen in der Zeichentrick-Kategorie eingereicht.

### Kritiken
‘A Streetcar Named Marge’ is just about perfect, a stunningly assured and consistently hilarious marriage of scathing pop-culture and domestic satire and emotion. By this point, The Simpsons was operating on a higher evolutionary plane than any other comedy on television and its fourth season had only begun.

„‚Bühne frei für Marge‘ ist einfach vollkommen, eine erstaunlich sichere und konsequent urkomische Vermählung bissiger Popkultur mit häuslicher Satire und Emotion. Zu diesem Zeitpunkt agierte The Simpsons auf einer höheren evolutionären Ebene als jede andere Comedy im Fernsehen, und ihre vierte Staffel hatte erst begonnen.“

Seit ihrer Erstausstrahlung erhielt die Folge hauptsächlich positive Bewertungen von Fans und Kritikern. Michael Moran von der Zeitung The Times bewertete sie als die siebtbeste Folge in der Geschichte der Serie. Entertainment Weeklys Dalton Ross lobte sie als die beste musikalische Episode von Die Simpsons. Schöpfer der Serie, Matt Groening, listete sie als eine seiner eigenen Favoriten auf und nannte die Nebenhandlung „Maggie’s finest moment“ (zu Deutsch etwa „Maggies schönster Moment“). Der ausführende Produzent James L. Brooks listete sie auch als eine seiner Favoriten der gesamten Serie auf und meinte, sie „zeigte, dass wir in Bereiche gehen konnten, von denen niemand dachte, wir könnten in sie gehen“. Der spätere Gaststar Trey Anastasio meinte, die Folge sei „vielleicht die beste TV-Show überhaupt“. Nach Erstausstrahlung der Folge rief die Ayn Rand Society, ein Verein, der sich mit dem philosophischen Denken und den Schriften Ayn Rands beschäftigt, Groening an, um ihm zu sagen, dass sie über die Verweise auf Rand begeistert waren. Sie fragten ihn auch, ob sich die Show über sie lustig gemacht habe.

### Kontroversen
Das Musical in dieser Folge enthält ein kontroverses Lied über die Stadt New Orleans, welches sie unter anderem als „home of pirates, drunks and whores“ (zu Deutsch: „Heimat der Piraten, Betrunkenen und Huren“) bezeichnet. Jeff Martin, der Autor dieser Folge, hatte das Lied als Parodie auf das Titellied des Musicals Sweeney Todd, welches mit wenig schmeichelhaften Begriffen über London spricht, gedacht. Al Jean erklärte später, dass ursprünglich zwei Charaktere, die der Bevölkerungsgruppe der Cajuns angehören, angewidert aus dem Theater in der Episode gehen sollten. Jedoch beherrschte keiner der Synchronsprecher einen überzeugenden Cajun-Akzent. Eine frühe Version dieser Szene befindet sich als Animatic im Boxset der vierten Staffel.
Vor der Premiere der vierten Staffel schickten die Produzenten zwei Folgen vorab zu Kritikern: Krise im Kamp Krusty und Bühne frei für Marge. Ein Kritiker aus New Orleans sah sich die Folge an und veröffentlichte den Songtext in seiner Zeitung, bevor die Folge zum ersten Mal ausgestrahlt wurde. WNOL-TV, ein Fernsehsender aus New Orleans und Partner von Fox, erhielt über 100 Beschwerden am Tag der Erstausstrahlung der Folge. Mehrere lokale Radiosender unterstützten die Proteste.
Auf Drängen von WNOL-TV veröffentlichte Jamie Kellner, Präsident von Fox, am 1. Oktober 1992 eine Erklärung und entschuldigte sich in ihr für die Folge:

“It has come to our attention that a comedic song about New Orleans in tonight’s episode of ‘The Simpsons’ has offended some city residents and officials. Viewers who watch the episode will realize that the song is in fact a parody of the opening numbers of countless Broadway musicals, which are designed to set the stage for the story that follows. That is the only purpose of this song. We regret that the song, taken out of context, has caused offense. This was certainly not the intention of ‘The Simpsons’ production staff or Fox Broadcasting Company.”

„Uns wurde bekannt, dass ein komödiantisches Lied über New Orleans in der Folge des heutigen Abends von ‚The Simpsons‘ einige Bewohner und offizielle Stellen der Stadt beleidigte. Zuschauer, die die Folge sehen, werden erkennen, dass der Song in der Tat eine Parodie auf die Eröffnungsnummern unzähliger Broadway-Musicals ist, die entworfen sind, um die Bühne für die Geschichte, die folgt, festzusetzen. Das ist der einzige Zweck dieses Songs. Wir bedauern, dass der Song, aus dem Zusammenhang gerissen, Beleidigung bewirkte. Dies war sicherlich nicht die Absicht der Produktionsmitarbeiter von ‚The Simpsons‘ oder Fox Broadcasting Company.“

Die Produzenten von Die Simpsons entschuldigten sich für dieses Lied eine Woche später bei der Erstausstrahlung der Folge Homer the Heretic (dt. Titel: Ein gotteslästerliches Leben) mit dem dortigen „Tafel-Gag“, welcher „I will not defame New Orleans“ (in der dt. Version „Ich darf New Orleans nicht mies machen“) lautete. „Wir ahnten nicht, dass die Leute so wütend würden“, meinte Al Jean, „Es war die beste Entschuldigung, die wir uns ausdenken konnten, in acht Wörtern oder weniger.“
Weitere Auseinandersetzungen folgten im September 2005, als der britische Fernsehsender Channel 4 entschied die Folge auszustrahlen, eine Woche nachdem New Orleans von Hurrikan Katrina heimgesucht worden war. Mehrere Zuschauer reichten bei der britischen Medienaufsichtsbehörde Office of Communications Beschwerden ein, da dies angesichts der jüngsten Ereignisse eine unsensible Wahl gewesen sei. Zwei Tage später entschuldigte sich Channel 4 auf Sendung und kontaktierte direkt alle, die sich beschwert hatten. Channel 4 überprüfte die Folge auf anstößige Inhalte, konzentrierte sich dabei auf den wesentlichen Inhalt der Folge und fasste den Song nicht als zentralen Teil der Handlung auf. Der Sender versprach seinen Überprüfungsprozess zu erneuern, um sicherzustellen, dass ähnliche Fälle nicht mehr auftreten.